# Cetopirus complanatus
Cetopirus complanatus är en kräftdjursart som först beskrevs av Morch 1852.  Cetopirus complanatus ingår i släktet Cetopirus och familjen Coronulidae. Inga underarter finns listade i Catalogue of Life.